# Зем, Рошди
Рошди Зем (фр. Roschdy Zem; род. 27 сентября 1965, Женвилье, О-де-Сен, Франция) — французский актёр и режиссёр.

## Биография
Рошди Зем родился 27 сентября 1965 года в городе Женвилье, департамента О-де-Сен, Франция в семье иммигрантов из Марокко, продавал джинсы на блошином рынке Парижа. Ребёнком проводил свои летние каникулы в бельгийском городе Мехелен, где изучал фламандский язык.
Театр для себя он открыл только в двадцатилетнем возрасте. Начал выступать на парижских театральных подмостках, прежде чем дебютировать в большом кино, исполнив в 1987 году свою первую роль в фильме «Легавые» (фр. Les Keufs) режиссёра Жозиан Баласко.
Четырьмя годами позже Андре Тешине пригласил его на роли в своих фильмах «Я не целуюсь» (J’embrasse pas) и «Любимое время года» (Ma saison préférée) (1993). Карьера начала набирать обороты после двух замеченных ролей: наркомана в картине «Не забудь, что скоро ты умрёшь» (N’oublie pas que tu vas mourir) и ночного сторожа в первом фильме режиссёра Летисии Мессон «Иметь (или не иметь)» (En avoir (ou pas)). С тех пор актёр играл разносторонние роли, не стесняясь переходить от авторского фильма к популярным комедиям.
Зем снялся у Патриса Шеро в кинокартине «Те, кто меня любит, поедут поездом» (1998), а также в полнометражном фильме «Другой берег моря» (1997). Этот фильм стал первым фильмом снятым режиссёром Доминик Кабрера (Dominique Cabrera).
Он возобновил работу с Андре Тешине в фильме «Элис и Мартин» (1998), где играл вместе с Жюльет Бинош и Матьё Амальриком. За роль в фильме режиссёра Пьера Жоливе (Pierre Jolivet) «Мой маленький бизнес» (1999) Зем номинировался на премию «Сезар». Он не стеснялся менять амплуа, переходя от роли костюмированной проститутки в «Измени мою жизнь» (Change moi ma vie) до смехотворного брата Жана из фильма «Шу-шу» (2003). Для того чтобы достоверно сыграть в фильме «Иди и живи» (2005), актёр изучал иврит.
В 2006 году Рошди Зем получил Приз за лучшую мужскую роль на Каннском кинофестивале за участие в кинокартине «Патриоты», рассказывающей о Второй мировой войне глазами арабов в рядах Движения Сопротивления. Фильм номинировался на премию «Оскар» за лучший фильм на иностранном языке.
В том же году Зем впервые выступил в качестве кинорежиссёра, сняв свой первый полнометражный фильм «Злой умысел» (фр. Mauvaise Foi). В 2011 году на экраны вышла вторая режиссёрская работа Рошди Зема — снятый на основе реальных событий фильм Omar m’a tuerс (дословно с фр. — «Омар меня убить»). Когда богатую владелицу в Муженсе нашли мёртвой у себя дома, на стене было написано кровью OMAR M’A TUER (дословно «Омар меня убить»). Как позже выяснилось, она сама написала это своей кровью. Омар был арабским садовником, работавшим у неё.

## Фильмография
| Год  |    | Русское название                   | Оригинальное название                | Роль                 |
| ---- | -- | ---------------------------------- | ------------------------------------ | -------------------- |
| 1987 | ф  | Легавые                            | Les Keufs                            | Бит                  |
| 1991 | ф  | Я не целуюсь                       | J’embrasse pas                       | Саид                 |
| 1993 | ф  | Любимое время года                 | Ma saison préférée                   | Мехди                |
| 1995 | ф  | Иметь (или не иметь)               | En avoir (ou pas)                    | Жозеф                |
| 1995 | ф  | Не забудь, что скоро ты умрёшь     | N'oublie pas que tu vas mourir       | Омар                 |
| 1996 | ф  | Опасная профессия                  | Le Plus Beau Métier du monde         | Ахмед Рауч           |
| 1997 | ф  | Другой берег моря                  | L'autre côté de la mer               | Тарек Тимцерт        |
| 1998 | ф  | Те, кто меня любит, поедут поездом | Ceux qui m'aiment prendront le train | Тьерри               |
| 1998 | ф  | На продажу                         | À vendre                             | банкир               |
| 1998 | ф  | Луиза (дубль 2)                    | Louise (Take 2)                      | Реми                 |
| 1998 | ф  | Элис и Мартин                      | Alice et Martin                      | Робер                |
| 2000 | ф  | Время сексуального освобождения    | La Parenthèse enchantée              | Поль                 |
| 2001 | ф  | Моя жена — актриса                 | Ma femme est une actrice             |                      |
| 2001 | ф  | Похищение для Бетти Фишер          | Betty Fisher et autres histoires     | доктор Жером Кастанг |
| 2001 | ф  | Маленький сенегалец                | Little Senegal                       | Карим                |
| 2001 | ф  | Измени мою жизнь                   | Change moi ma vie                    | Сами                 |
| 2002 | ф  | Гонка                              | Le Raid                              | Сами                 |
| 2002 | ф  | Бланш                              | Blanche                              | Бонаньж              |
| 2003 | ф  | Месье N.                           | Monsieur N.                          | Анри Бертран         |
| 2003 | ф  | Шу-шу                              | Chouchou                             | брат Жан             |
| 2003 | ф  | Санса                              | Sansa                                | Санса                |
| 2003 | ф  | Ох уж эти дочери!                  | Filles uniques                       | Малек                |
| 2003 | ф  | Ключи от машины                    | Les Clefs de bagnole                 |                      |
| 2004 | ф  | Набережная Орфевр, 36              | 36 quai des Orfèvres                 | Хуго Сильен          |
| 2005 | ф  | Иди и живи                         | Va, vis et deviens                   | Йорам Харрари        |
| 2005 | ф  | Молодой лейтенант                  | Le petit lieutenant                  | Соло                 |
| 2006 | ф  | Калифорния                         | La Californie                        | Мирко                |
| 2006 | ф  | Патриоты                           | Indigènes                            | Мессауд Суни         |
| 2006 | ф  | Злой умысел                        | Mauvaise Foi                         | Измаел               |
| 2007 | ф  | Оно того не стоит                  | Détrompez-vous                       | Тома́                 |
| 2008 | ф  | Очень, очень крупное предприятие   | La Très Très Grande Entreprise       | Зак                  |
| 2008 | ф  | Девушка из Монако                  | La Fille de Monaco                   | Кристоф Абади        |
| 2008 | ф  | Дави на газ                        | Go Fast                              | Марек / Слиман       |
| 2009 | ф  | Лондон Ривер                       | London River                         | Лендлорд             |
| 2010 | ф  | Несколько счастливцев              | Happy Few                            | Франк                |
| 2010 | ф  | Вне закона                         | Hors-la-loi                          | Мессауд              |
| 2010 | ф  | В упор                             | À bout portant                       | Хьюго Сартэ          |
| 2011 | ф  | Средь бела дня                     | The Cold Light of Day                | Захир                |
| 2012 | ф  | Ночь                               | Une nuit                             | Саймон Вайс          |
| 2012 | ф  | Вооружённое ограбление             | Mains armées                         | Лукас Скали          |
| 2012 | ф  | Совсем как женщина                 | Just Like a Woman                    | Мурад                |
| 2013 | ф  | Перекрёсток                        | Intersections                        | Салех                |
| 2017 | мф | Сахара                             | Sahara                               | Саладин              |
| 2019 | ф  | Девушка с браслетом                | La fille au bracelet                 | Бруно Батай          |
| 2023 | ф  | Первая дуэль                       | Une affaire d'honneur                | Клеман Ласар         |
| 2024 | ф  | Элиас                              | Elyas                                | Элиас                |

## Премии и номинации

### Премии
- 2006 — Приз за лучшую мужскую роль на Каннском кинофестивале за фильм «Патриоты»
- 2006 — Festival de la Ciotat Приз за исполнение роли в фильме «Калифорния»
- 2007 — Prix Raimu de la Comédie за лучшие мизансцены в фильме «Злой умысел»
- 2007 — Étoile d’or за первый фильм в качестве режиссёра «Злой умысел»

### Номинации
- 2006 — Премия «Сезар» за лучшую мужскую роль второго плана в фильме «Молодой лейтенант»
- 2007 — Премия «Сезар» за лучшее первое открытие в фильме «Злой умысел»
- 2009 — Премия «Сезар» за лучшую мужскую роль второго плана в фильме «Девушка из Монако»